# ستيفن أوين
ستيفن أوين هو سياسي كندي، ولد في 8 سبتمبر 1948 في فانكوفر في كندا. حزبياً، نشط في الحزب الليبرالي الكندي. وقد انتخب عضو مجلس العموم الكندي.